# Nomos Alpha

Nomos Alpha (en grec moderne : Νόμος α΄) est une pièce pour violoncelle seul composée en 1965 par Iannis Xenakis, sur une commande de Radio Bremen pour le violoncelliste Siegfried Palm. 
Cette composition musicale est un exemple du style de musique que Xenakis appelle musique symbolique : elle utilise la théorie des ensembles, l'algèbre abstraite et la logique mathématique. Elle est dédicacée aux mathématiciens Aristoxène de Tarente, Évariste Galois et Felix Klein. Xenakis a lui-même largement commenté son œuvre dans un article "Vers une philosophie de la musique" publié en 1968 dans la Revue d'esthétique et repris en anglais dans son ouvrage Formalized Music publié en 1971.